# Burrill Bernard Crohn
Burrill Bernard Crohn (13. června 1884 New York – 29. července 1983 Connecticut) byl americký gastroenterolog židovského původu, který jako jeden z prvních popsal chorobu, která dnes nese jeho jméno.